# Rectoria Vella de Sant Joan de Mollet
La Rectoria Vella de Sant Joan de Mollet és una obra de Sant Joan de Mollet (Gironès) inclosa a l'Inventari del Patrimoni Arquitectònic de Catalunya.

## Descripció
És un edifici de planta rectangular cantoner. Parets de pedra morterada i façanes arrebossades. Coberta feta de teula a dues vessants. La porta d'accés està situada a la façana nord i igual que la resta d'obertures. Aquestes es troben emmarcades per carreu i llinda d'una sola peça de pedra. El balcó del primer pis fou realitzat ampliant la finestra inicial. A la banda de llevant es va construir probablement el segle xix i es tracta d'una galeria coberta amb cinc obertures en forma d'arc de mig punt, que reposa sobre una volta de pedra.
A la llinda d'una finestra de la façana nord hi ha la inscripció: "Geroni fina re 1775". Antigament aquest edifici havia servit de rectoria del poble.